# 鈴木もえみ
鈴木 もえみ（すずき もえみ、旧姓:古内もえみ、旧芸名:木の内もえみ、（誕生日昭和37年5月16日）は日本のフリーアナウンサー、司会者。大阪府生まれ、北海道札幌市豊平区出身。血液型はO型。

## 略歴･人物
北海道札幌月寒高等学校時代は放送部に在籍。高校生時代にNHK杯全国放送コンクールで北海道代表となり、全国大会で入賞。札幌大谷短期大学幼児教育学科卒。大学時代には北海道放送のラジオ番組『いきいきいい朝』のパーソナリティーや「札幌雪祭り」など多数のローカル枠のTV司会を担当。
1984年、ニッポン放送・地方民間放送共同制作協議会主催「全国番組コンクール」にて最優秀グランプリパーソナリティを受賞。ニッポン放送の番組飛び出せ!全国DJ諸君にてこの模様が紹介され、それがきっかけとなりスカウトされ上京。
TBS報道局「TBSテレポート６」などの報道レポーターを経て、フジテレビ幼児教育番組『ひらけ!ポンキッキ』のお姉さん役オーディションで倍率500倍を勝ち抜き、1987年3月16日から1989年9月29日まで8代目おねえさんとして活躍。視聴率20％を記録するなど歴代のお姉さんのなかでも絶大なる人気を博した。「ひらけ！ポンキッキ」ベストアルバムは第3回日本ゴールドディスク賞　Album of the yearを受賞。1989年に結婚のため『ポンキッキ』を卒業。その他、TBS、フジテレビ、ニッポン放送、TBSラジオ、FM横浜などのレギュラーに加え、「ウォルトディズニーお話し絵本CD」の白雪姫役の声優も演じた。さらに資生堂、NTT、KAGOMEなど企業のプロモーションビデオのナレーション、子供向けソフトのナレーションも担当した。
2013年時点では茨城県つくば市に在住。茨城を中心に、イベントの司会の他、朗読コンサート・教育講演・ボランティア活動など幅広く活動している。
常陸宮・同妃、内閣総理大臣参列の「日本税理士制度70周年記念式典（帝国ホテル）」をはじめとして、「小中一貫校全国サミット」「日本神経放射線学会」「日本乳癌検診学会学術総会等、さまざまなジャンルの総合司会を務めている。講演講師としては「茨城県高等学校教育研究会」「いばらき学校経営研究会」などの教育関係機関や、学校・保護者向けに「子供の心をつかむ話し方」講師として、また小中学生向けのキャリア学習「アナウンサーの仕事」「ワクワクする音読のひみつ」「夢の扉の開き方」など子供向けの講演も多数担当している。
朗読・読み聞かせ活動も行っており、「朗読と音楽によるコラボレーション」と題し、「チャイコフスキー作曲　白鳥の湖：全幕朗読（東京サロンオーケストラ）」・「ビゼー作曲：アルルの女　全幕朗読」「源氏物語：能楽堂にて」他、オーケストラをはじめバラエティーに富んだ演奏家とのジョイント公演が好評を得ている。オペラや第九のナレーションも多い。　視覚障害者のための音訳活動を10年以上続けており「ピンクリボンフェスティバル」「リレーフォーライフ」などの医療関係の支援活動も積極的に関わっている。
つくば市より「文化振興功労者表彰」他の受賞あり。

## 出演作品

### テレビ
- ひらけ!ポンキッキ（8代目お姉さん）

### ポンキッキでの唄
- あめのひもラララ…
- アラビアのおひめさま
- いっとうしょうたいそう1
- いろいろこんにちは
- うわさのキョンシーたいそう
- おつかいいっちょくせん1
- おつかいいっちょくせん2
- お天気の日には
- おやつのおうさま
- げんきたいそうポンキッキ
- ジャングルディスコ（とら）
- ジャングルディスコ（さる）
- 地球はぼくらの宝物
- ドレミたいそう1
- ドレミたいそう2
- ハーモニー
- ハッピークリスマス
- ユウウツなセーラーズ
- たまごまごまご